# 生活保護法
生活保護法（せいかつほごほう、英語: Public Assistance Act、昭和25年5月4日法律第144号）は、生活保護にに関する日本の法律である。
社会福祉六法の1つ。生活保護法の目的は、「憲法第25条に規定する理念に基き、国が生活に困窮するすべての国民に対し、その困窮の程度に応じ、必要な保護を行い、その最低限度の生活を保障するとともに、その自立を助長すること」（第1条）とされている。
厚生労働省社会・援護局保護課が所管する。

## 沿革
一連の社会福祉立法は大英帝国の救貧法を参考につくられた。かつての救貧法としては、以下のものがあった。
- 恤救規則（明治7年太政官達第162号）
- 救護法（昭和4年法律第39号）
- 母子保護法（昭和12年）
- 医療保護法（昭和16年法律第36号）

現行の生活保護法は、1946年（昭和21年）9月9日に法律第17号として公布された後、同年9月20日発出勅令第437号により同年10月1日より施行された（旧）生活保護法を、連合軍総司令部の指導の下、厚生省社会局保護課長の小山進次郎の主導によって全面改正し、1950年5月4日に法律144号として公布と同時に施行したものである。
なお、小山は生活保護法という呼称の由来をその編著で明らかにしていない。小山は論文で法案作成時にアメリカではなくイギリスの制度を参考にしたと述べ、その成果が法第8条に結実している。そのイギリスの制度は "Income Support" であり日本語訳すれば「所得補助」となる。

## 構成
- 第1章 総則
- 第2章 保護の原則
- 第3章 保護の種類及び範囲
- 第4章 保護の機関及び実施
- 第5章 保護の方法
- 第6章 保護施設
- 第7章 医療機関、介護機関及び助産機関
- 第8章 就労自立給付金
- 第9章 被保護者就労支援事業
- 第10章 被保護者の権利及び義務
- 第11章 不服申立て
- 第12章 費用
- 第13章 雑則
- 附則
- 別表

## 生活保護の原理・原則

### 原理

#### 無差別平等の原理
無差別平等の原理（第2条）は、法律の定める要件を満たす限り「保護を受ける機会が平等であること」、「生活困窮に陥った原因を問わないこと」を意味する。同条は、国民が無差別平等に受けることができる保護は単なる国の恩恵や社会政策の実施に伴う反射的利益ではなく、国民の法的権利であることを明文化したものである。生活保護は権利であるため、国・自治体は法の要件に該当する者すべてを救済しなければならず、違法・不当に救済が拒否された場合には、審査請求などの不服申立てができる。

#### 最低生活保障の原理
最低生活保障の原理（第3条）は、生活保護法が保障すべき「最低限度の生活（第1条）」が、日本国憲法第25条において国民に保障された「健康で文化的な最低限度の生活」でなければならないことを規定したものである。ここにいう「健康で文化的な最低限度の生活」の具体的内容は、厚生労働大臣が定める基準（保護基準）によって示されている。

#### 保護の補足性原理
保護の捕捉性（第4条）とは、「自己責任社会における捕捉性」と「社会保障制度における捕捉性」の二つを指す。「自己責任社会における捕捉性」とは、現代社会が自己責任を基調とする社会であることから、生活保護はあくまで個人が可能な努力をしてもなお最低限度の生活を維持できない場合に登場するということを意味する。また「社会保障制度における捕捉性」とは、他の法律に定める扶助が生活保護に優先して行われる（生活保護は社会保障制度の中でも最後の歯止めの制度である）という他法優先の原則を意味する。なお生活保護法第4条第3項では、急迫した事情がある場合には、必要な保護（急迫保護）を行うことを妨げるものではないとして、捕捉性の原理が排除される場合があることを規定している。

### 運用上の原則
- 申請保護の原則（生活保護法第7条・第24条）

保護は通常、生活に困窮する者の申請からスタートする。その後実施機関が要保護者に関する調査や保護の要否判定を行い、保護の決定がなされてはじめて具体的な実施へと至る。ただし、生存が危うい場合や社会通念上放置できないと認められるほどに急迫している状況にあるとき（急迫状況）には、例外的に、要保護者からの申請がなくとも、実施機関が職種により必要な保護を開始することができる（職務保護）。
- 基準及び程度の原則（生活保護法第8条）

保護は、申請者の資産・収入と、保護基準によって測定された生活需要とを比べて、不足分があると認定されれば、その分を補う程度において行うこととなる（第8条第1項）。保護の具体的な実施基準である保護基準は、厚生労働大臣が定め、告示している。この基準は、要保護者の年齢別、性別、世帯構成別、所在地域別その他保護の種類に応じて必要な事情を考慮した最低限度の生活を満たすに十分なものであって、かつ、これを超えないものでなければならない（第8条第2項）。
- 必要即応の原則（生活保護法第9条）

保護の種類、程度および方法は、要保護者やそのニーズに応じて有効かつ適切に定められなければならない。また、特に保護の基準は、要保護者の年齢、性別、健康状態等の相違に応じて有効かつ適切に保護が行われ得るものでなければならない。これは、無差別平等原理（第2条）の画一的・機械的運用の弊害を除去するとの趣旨による。
- 世帯単位の原則（生活保護法第10条）

保護の請求権は個々人にあるが、実際に保護が必要かどうか（保護の要否）の判断や保護の程度については、要保護者の属する世帯を受給単位として定める。ただし、世帯単位での取扱いが適当ではない場合、例外的に個人単位で取り扱う。

## 用語の定義
第六条。生活保護法において、
1. 「被保護者」 - 現に保護を受けている者。
2. 「要保護者」 - 現に保護を受けているといないとにかかわらず、保護を必要とする状態にある者。
3. 「保護金品」 - 保護として給与し、または貸与される金銭および物品。
4. 「金銭給付」 - 金銭の給与または貸与によつて、保護を行うこと。
5. 「現物給付」 - 物品の給与または貸与、医療の給付、役務の提供その他金銭給付以外の方法で保護を行うこと。

## 下位法令
- 生活保護法施行令
- 生活保護法施行規則（厚生労働省及び地方自治体が定める）

## 旧生活保護法
終戦直後の日本では、戦災者や引揚者をはじめとする生活困窮者が多数発生した。戦前・戦中にも救護法などの救貧制度は存在していたものの、終戦直後に発生した大量の貧困者への対応策としては十分に機能していなかった。GHQは日本政府に対して「救済品配給物資の貯備に関する件(SCAPIN-333)」や「救済並びに福祉計画の件(SCAPIN-404)」といった指令を出し、生活困窮者への対応策を早急につくるよう日本政府に求めた。日本政府はこれに応えて「生活困窮者緊急生活援護要綱」を1945年12月15日に閣議決定した（翌1946年4月施行）。この援護要綱が施行された後は、戦前から戦中にかけて制定されてきた救済法規（救護法, 母子保護法, 軍事扶助法, 医療保護法, 戦時災害保護法など）は周辺的な役割を果たすにとどまり、援護要綱に基づく援護が生活困窮者対策の中心となった。
しかし、援護要綱はあくまで臨時の応急措置としてつくられたものであったため、救護法を中心とする従来の救済法規を見直し、一般的な公的扶助制度をつくることが課題となった。日本政府は1945年12月31日に、SCAPIN-404への回答として、既存の生活困窮者救済諸立法の統合・再編を旨とした「救済福祉ニ関スル件(CLO-1494)」をGHQに提出した。しかしGHQは、現金給付額の低さや、救済の実施機構の一つに同胞援護会が含まれていることを問題視し、CLO-1494を承認しなかった。GHQはCLO-1494に対する修正条件として、1946年2月17日に「国家扶助に関する覚書(SCAPIN-775)」を発した。SCAPIN-775は、公的扶助に関する理念（国家責任・無差別平等）を示したものとして、その後の政策の指針となった。厚生省は1946年4月30日、SCAPIN-775に基づいた社会福祉行政の大要を「救済福祉に関する政府決定事項に関する件(CLO-2233)」としてGHQに報告した。SCAPIN-775に基づいて国家責任・公私分離・無差別平等の原則を法制化したのが、1946年9月に公布された(旧)生活保護法である。
旧法では、保護を要する状態にある者の生活を無差別平等に保護することが定められ、生活扶助・医療扶助・助産扶助・生業扶助・葬祭扶助の5種類の扶助が規定された。保護の実施機関は市町村長であり、補助機関（実際の保護の実施を担当する機関）は民生委員であった。旧法は無差別平等・国家責任の原則をとっている点で戦前の救済制度とは根本的に性格を異にするが、救護法に規定されていた欠格条項は残されており、「素行不良の者」や「能力があるにもかかわらず勤労の意志のない者」は、保護の対象から排除された（第2条）。
旧法は、包括的な公的扶助制度として画期的な内容をもつものであったが、補助機関として実際の保護を行う民生委員が、自身の恣意的判断に基づいて制度運用を行ってしまうという問題があった。民生委員は、本来は市町村長の協力機関であったが、保護の実施に携わっていくなかで「保護の決定権がすべて民生委員の掌中にあり、したがって要援護大衆の生活に対して活殺の絶対権限を担っていると誤解」するような状況が生まれていった。このような背景において、同じような状態にある生活困窮者に対して異なる扶助費の支給が行われたり、地域ごとに扶助額に差が生じたりするという問題が起こった。すなわち「要保護者を無差別・平等に保護する」という基本原則のひとつを充足することができないという問題が顕在化した。また、日本国憲法第25条において生存権が規定されたが、旧法においては最低生活の保障が確立しておらず、保護請求権や不服申立ての権利が認められないなど、憲法の生存権規定を実現しているとは言い難い内容であった。こうした問題を踏まえて社会保障制度審議会の会長である大内兵衛は当時の内閣総理大臣吉田茂を名指しして生活保護などの創設・改革を答申しており、社会保障制度審議会が出した「生活保護制度の改善強化に関する報告」（1949年）を受けて旧法の改正が議論された結果、1950年に新生活保護法（現行法）が制定・施行された。